# ویگتون
latitudeویگتونlongitudeویگتون
ویگتون (به انگلیسی: Wigton) یک شهرک در بریتانیا است که در انگلستان واقع شده‌است.

## نگارخانه

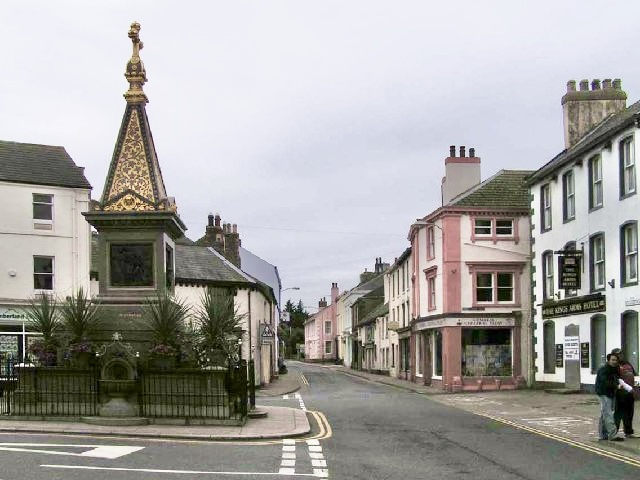
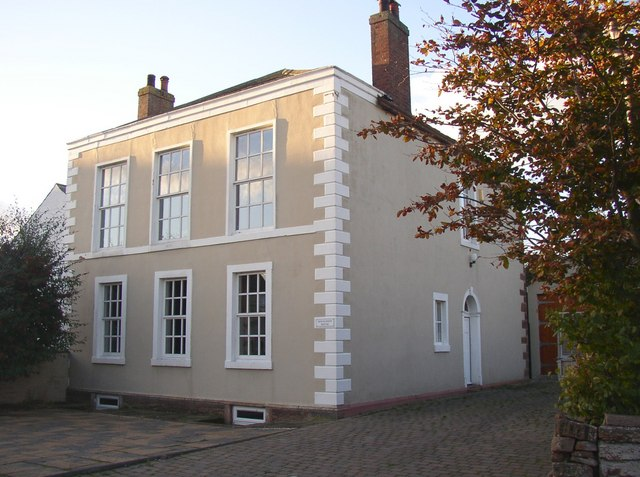
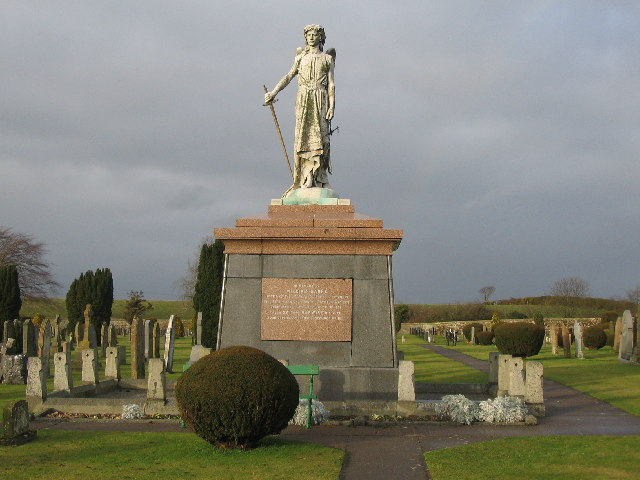
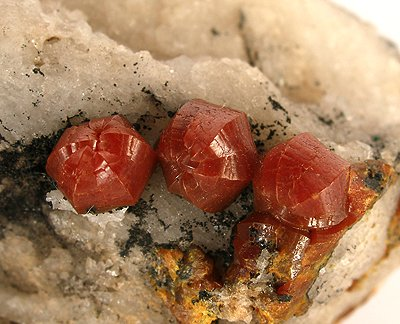

## خصوصیات
ویگتون ۵٬۳۶۰ نفر جمعیت دارد.